# سينوفاك بيوتيك
سينوفاك بيوتيك (بالإنجليزية: Sinovac Biotech)‏ هي شركة مستحضرات دوائية حيوية صينية تركز في بحث وتطوير وتصنيع لقاحات تحمي الإنسان من الأمراض المعدية.
يقع المقر الرئيسي للشركة في بكين.قامت الشركة بتطوير لقاحات ضد مرض التهاب الكبد الوبائي أ،لقاح التهاب الكبد الفيروسي ب،إتش 5 إن 1 وفيروس الإنفلونزا أ H1N1 وفيروس كورونا(nCoV-19) قوم حالياً بتطوير لقاح ضد مرض التهاب الدماغ الياباني.

## لقاح كوروناسينوفاك
كورونافاك (بالإنجليزية: CoronaVac)‏ هو لقاح مضاد لفيروس nCOVID-19 طورته شركة سينوفاك. وقد كان في المرحلة الثالثة من التجارب السريرية في البرازيل ، شيلي ، اندونيسيا ، الفلبين ، و تركيا .
وهي تعتمد على التكنولوجيا التقليدية المشابهة ل
(BBIBP-CorV)و(BBV152) ، والمعروفة باسم اللقاحات المثبطة لفيروسCOVID-19 في تجارب المرحلة الثالثة. من مميزاته أنه لا يحتاج إلى التجميد ، ويمكن نقل كل من اللقاح والمواد الخام الخاصة بتصنيع الجرعات الجديدة وتبريدها عند 2-8 درجة مئوية (36-46 درجة فهرنهايت) ، وهي درجات الحرارة التي يتم فيها حفظ لقاحات الإنفلونزا.
_وجدت دراسة واقعية أجريت على عشرة ملايين من التشيليين الذين تلقوا CoronaVac أنها فعالة بنسبة 66٪ ضد أعراض COVID-19 ، و 88٪ للحاجة لدخول المستشفى ، و 90٪ ضد الحاجة للعناية المركزة ، و 86٪ ضد الوفيات. _في البرازيل ، بعد تلقي 75٪ من السكان في سيرانا ، ساو باولو لمرض كورونا ، تظهر النتائج الأولية أن الوفيات انخفضت بنسبة 95٪ ، ودخول المستشفى بنسبة 86٪ ، وظهور الأعراض بنسبة 80٪. _في إندونيسيا ، أظهرت البيانات أنه من بين 128،290 عامل رعاية صحية حصل على اللقاح 94٪ منهم لم تظهر لهم أعراض الفيروس.
أظهرت نتائج المرحلة الثالثة في تركيا والمنشورة في The Lancet فعالية بنسبة 84 ٪ بناءً على 10218 مشاركًا في التجارب. أظهرت نتائج المرحلة الثالثة من البرازيل سابقًا فعالية بنسبة 50.7٪ في الوقاية من الالتهابات المصحوبة بأعراض و 83.7٪ فعالة في منع الحالات الخفيفة التي تحتاج إلى علاج. زادت الفعالية ضد الالتهابات المصحوبة بأعراض إلى 62.3٪ بفاصل 21 يومًا أو أكثر بين الجرعات.
يتم استخدام CoronaVac في حملات التطعيم في بلدان مختلفة في آسيا ، أمريكا الجنوبية ، أمريكا الشمالية ، وأوروبا.
بحلول أبريل 2021 ، بلغت الطاقة الإنتاجية لشركة سينوفاك ملياري جرعة سنويًا وقدمت 600 مليون جرعة إجمالية. يتم تصنيعها حاليًا في عدة منشآت في الصين ، البرازيل ،ومصر.
في 1 يونيو 2021 ، منظمة الصحة العالمية قامت بالتحقق من صحة اللقاح للاستخدام في حالات الطوارئ. وقد وقعت سينوفاك اتفاقيات شراء لـ 380 مليون جرعة من اللقاح.